# عاطف عدوان
عاطف عدوان (1952 في بيت حانون - ) سياسي فلسطيني. شغل منصب وزير دولة لشؤون اللاجئين ضمن حكومة إسماعيل هنية الأولى.

## النشأة والتحصيل العلمي
وُلد عاطف إبراهيم أحمد عدوان في مدينة بيت حانون شمال قطاع غزة سنة 1952. حصل على درجة البكالوريوس في العلوم السياسية من جامعة القاهرة عام 1978، وعلى الدبلوم العالي في العلوم السياسية من معهد البحوث والدراسات العربية، كما حصل على درجتي الماجستير والدكتوراه من الجامعات البريطانية بين عامي 1983 و1987. عام 1996 حصل على درجة الأستاذ المشارك.

## الحياة العملية والسياسية
- في عام 1971، اعتقل عداون لكونه ضابطًا في قوات التحرير الشعبية.[3][4][5]
- في عام 1981، التحق عدوان بالجامعة الإسلامية في غزة لتدريس العلوم السياسية، وتدرج فيها حتى صار عميدًا عام 1987 لشؤون الطلبة، وعام 1995 لكلية التجارة وعام 2001 للبحث العلمي.[3][4][5]
- في عام 1992، أبعدته سلطات الاحتلال الإسرائيلي إلى مرج الزهور، لارتباطه بحركة حماس ولكونه مستشارًا سياسيًا واقتصاديًا للشيخ أحمد ياسين.[3][4][5]
- في عام 1996، صار عضوًا في المجلس الوطني الفلسطيني.[3][4][5]
- في مارس 2006، شغل منصب وزير دولة لشؤون اللاجئين ضمن حكومة إسماعيل هنية الأولى.[2][6]
- في مارس 2008، ترأس اللجنة الاقتصادية في المجلس التشريعي الفلسطيني المنعقد في مدينة غزة، ولا يزال في المنصب.[4][7]

## مؤلفات
كتب عداون أكثر من 18 كتابًا، أبرزها كتاب «الشيخ أحمد ياسين، حياته وجهاده».